# Fabronia longipila
Fabronia longipila är en bladmossart som beskrevs av Brotherus 1894. Fabronia longipila ingår i släktet Fabronia och familjen Fabroniaceae. Inga underarter finns listade i Catalogue of Life.